# محمدیه (قزوین)
محمدیه شهری که مرکز بخش محمدیه شهرستان البرز استان قزوین ایران است که تمامی جمعیت آن را مهاجرین تشکیل می‌دهند. این شهر در راهِ آزادراه کرج–قزوین و ۱۴ کیلومتریِ شرقِ شهرِ قزوین، ۷۸ کیلومتریِ شهرِ کرج و ۱۰۰ کیلومتریِ شهرِ تهران جای دارد. محمدیه در میانِ آزادراه کرج–قزوین و جاده قدیم کرج–قزوین نهاده شده‌است.

## نام
باورس روستایی در ۳ کیلومتری شمال‌شرقی شهر است و تا نیم قرن پیش مردم باورس در موقعیت فعلی شهر به کشاورزی مشغول بودند به همین علت نام اولیه محمدیه، «شهرک باورس» بود که این نام بر روی محافظ‌های کنتور آب، در مناطق قدیمی شهر قابل مشاهده است. پس از مدتی نام آن به «شهرک زیباشهر» تغییر یافت ۴ سال ۷ ماه بعد نام به محمدیه تغییر یافته است . از زمان تأسیس شهرداری در تاریخ ۱۳۷۴/۶/۱ تا به امروز «شهر محمدیه» نامیده می‌شود.

## جمعیت
این شهر درسال ۱۳۸۵خورشیدی دارای ۴۱٫۷۶۶ نفر جمعیت بود. بر اساس سرشماری مرکز آمار ایران در سال ۱۳۹۵ با احتساب شهر جدید مهرگان که در آن سال دارای شهرداری نشده بود و جزئی از محمدیه به حساب می‌آمد دارای ۹۰٫۵۱۳ نفر جمعیت بوده است. زبان عموم مردم فارسی و ترکی آذری است و با توجه به مهاجر پذیر بودن گیلک‌ها نیز در محمدیه سکونت دارند و اکثریت گیلک‌های استان قزوین در این شهر ساکن هستند.

## تأسیس شهرداری
در اول شهریور ۱۳۷۴ با تصویب اکثریت وزرای عضو کمیسیون سیاسی – دفاعی هیئت دولت، با توجه به اختیار تفویضی هیئت وزیران تصویب نمودند: «شهرک زیباشهر (شهرک باورس) از توابع بخش مرکزی شهرستان قزوین به شهر تبدیل و «محمدیه» نامیده شود.» این تصویب‌نامه در تاریخ ۱۳۷۴٫۶٫۵ به تأیید مقام محترم ریاست جمهوری رسیده و از سوی حسن حبیبی- معاون اول رئیس‌جمهور وقت - ابلاغ گردید؛ بنابراین شهرداری محمدیه در سال ۱۳۷۴ خورشیدی تأسیس شد

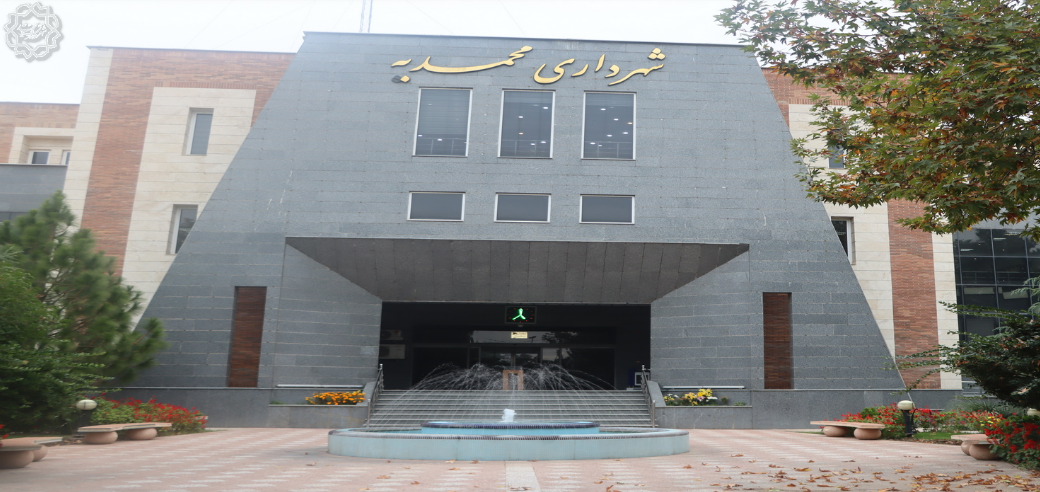
ساختمان شهرداری محمدیه

در سال‌های اخیر، شهرستان شدن و استقلال از شهرستان البرز در شورای شهر و شهرداری محمدیه مورد بحث می‌باشد ولی ضعف در فراهم کردن امکانات لازم همچون تکمیل بیمارستان در منطقه ۷ شهرداری و …، موجب تأخیر چند ساله این موضوع شده‌است.

## حمل و نقل
محمدیه دارای خطوط تاکسیرانی به مقصد شهرهای قزوین و الوند، مهرگان (قزوین) و روستای باورس می‌باشد.
اتوبوس‌ها در داخل شهر و به مقصد شهرهای قزوین (ولیعصر، پارکسوار) و الوند (بوستان لاله) تردد می‌کنند. ناوگان اتوبوسرانی شهر محمدیه سن زیادی داشتند و فرسوده بودند که سرانجام با اعتراض مستمر شهروندان و اعتصاب رانندگان در اواخر سال ۱۴۰۰ با ناوگان اتوبوسرانی شهر قزوین نوسازی و جایگزین شدند.

خط اتوبوس محمدیه-الوند مدتیست که از کار افتاده و این موضوع اعتراض مردم شهر را به همراه داشته است. راه‌آهن تهران-قزوین از جنوب شهر می‌گذرد ولی ایستگاهی برای آن در محدوده زیباشهر تعبیه نشده‌است. 

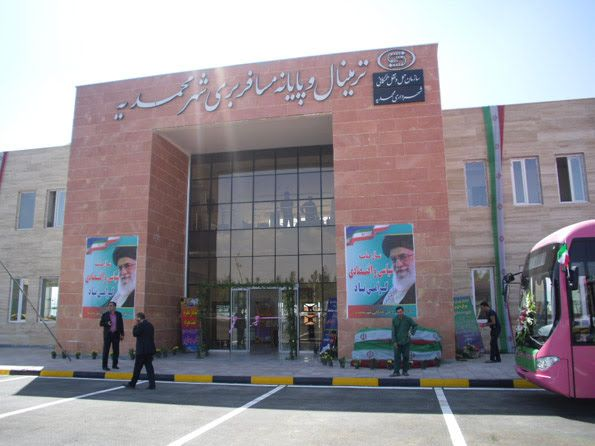
پایانه مسافربری محمدیه

## نگارخانه

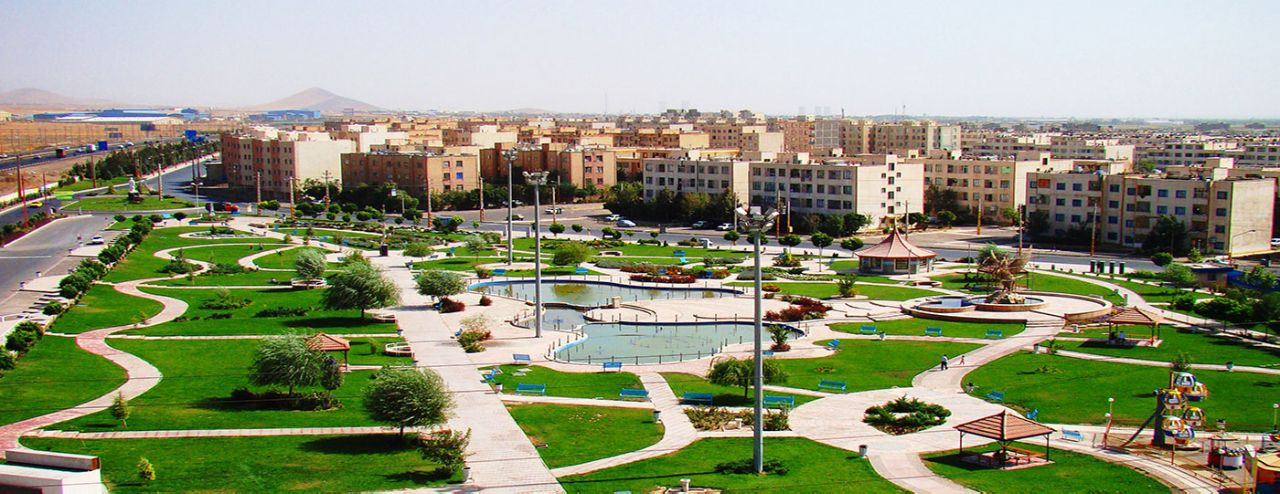
نمای آزادراه و شهر از بوستان تمدن

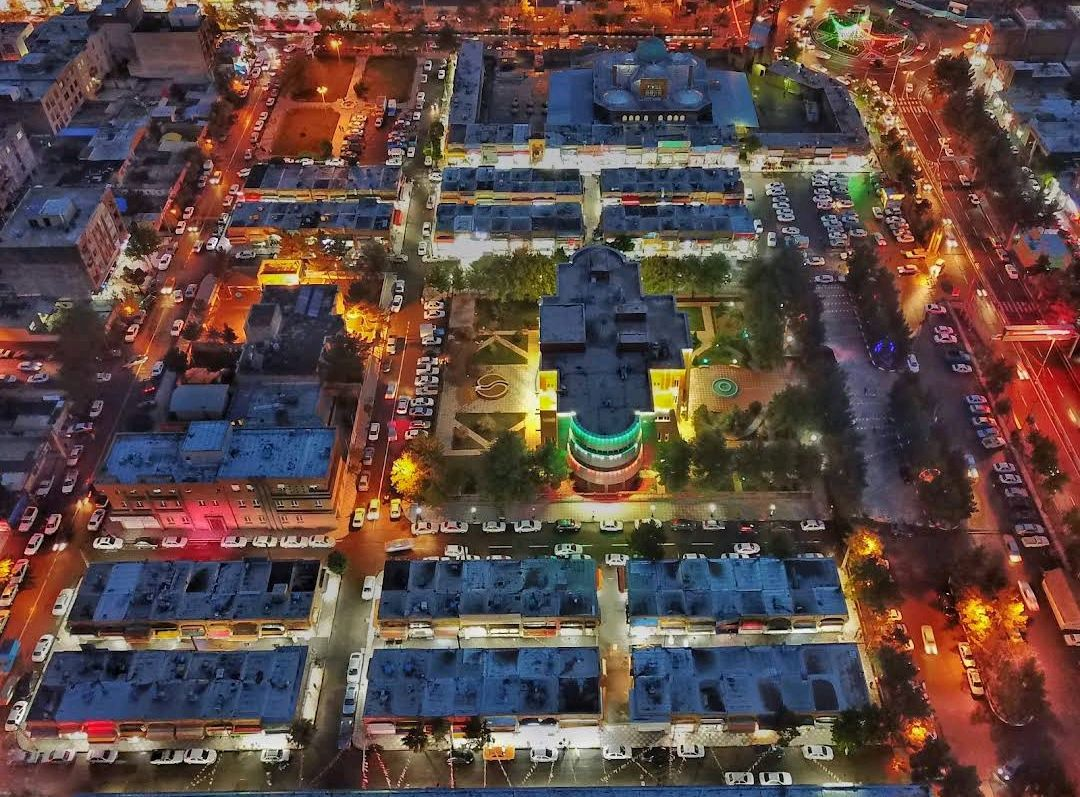
مرکز شهر در شب

نقشه و محدوده شهر محمدیه

## مراکز آموزشی
در حال حاضر سه دانشگاه علمی کاربردی علوم و فنون قزوین و دانشگاه البرز و مؤسسه آموزش عالی اکباتان در این شهر فعالیت دارند.
چندی پیش دانشگاه البرز به شهر آبیک منتقل شد.

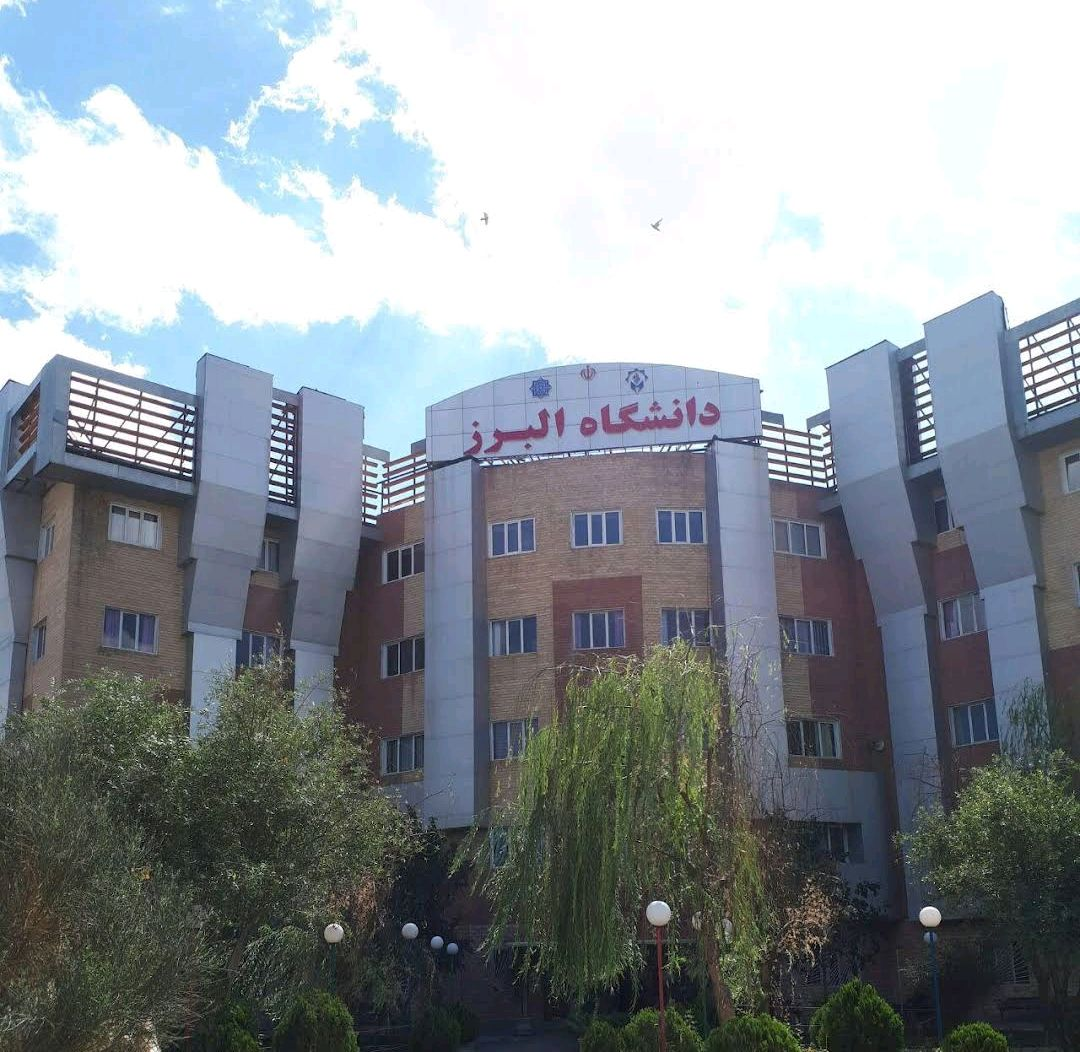
دانشگاه البرز

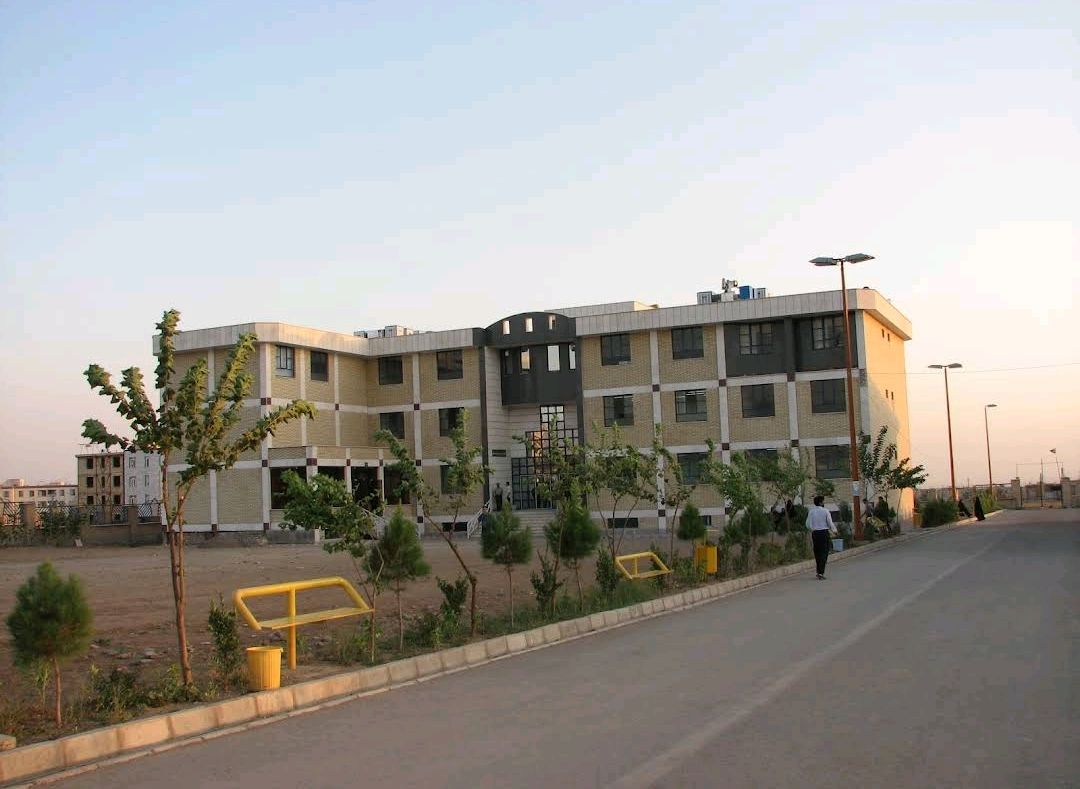
موسسه اکباتان

## پیشینه
قدمت این شهر به دهه ۶۰ بر می‌گردد؛ که ساخت و طراحی شهری برای سکونت کارگران شهرصنعتی البرز و همچنین جلوگیری از تمرکز جمعیت در شهرقزوین شروع شد. باتوجه به انظارعمومی اوج پیشرفت محمدیه در دهه ۱۳۸۰ صورت گرفت که عمران و توسعه زیرساخت در شهر پیشرفت چشمگیری داشت و گراف نمودار جمعیت روبه افزایش گذاشت.

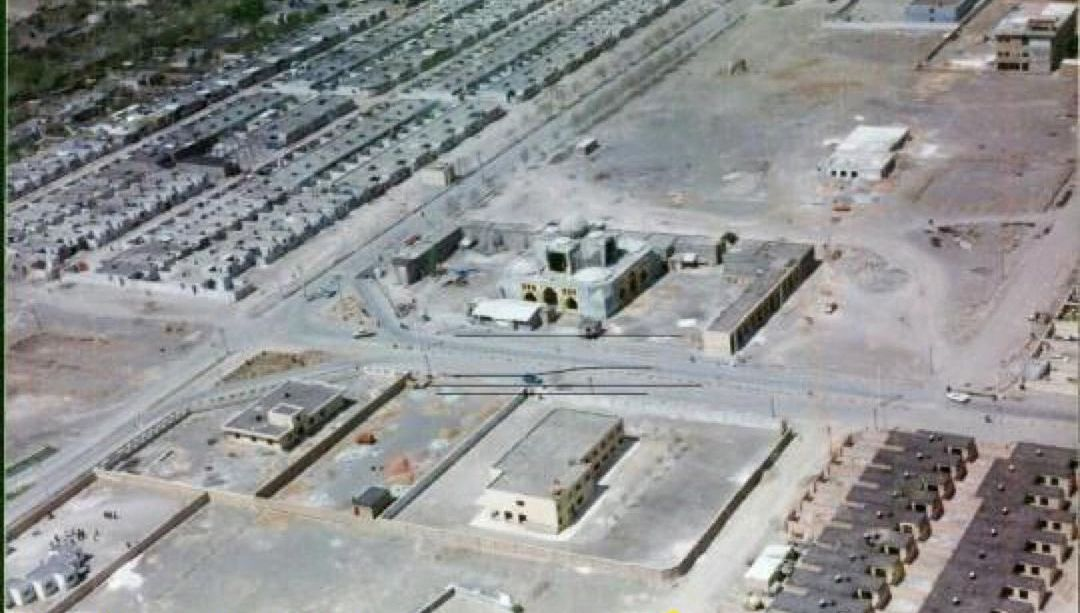
نمای مرکز شهر در اواسط دهه ۱۳۶۰

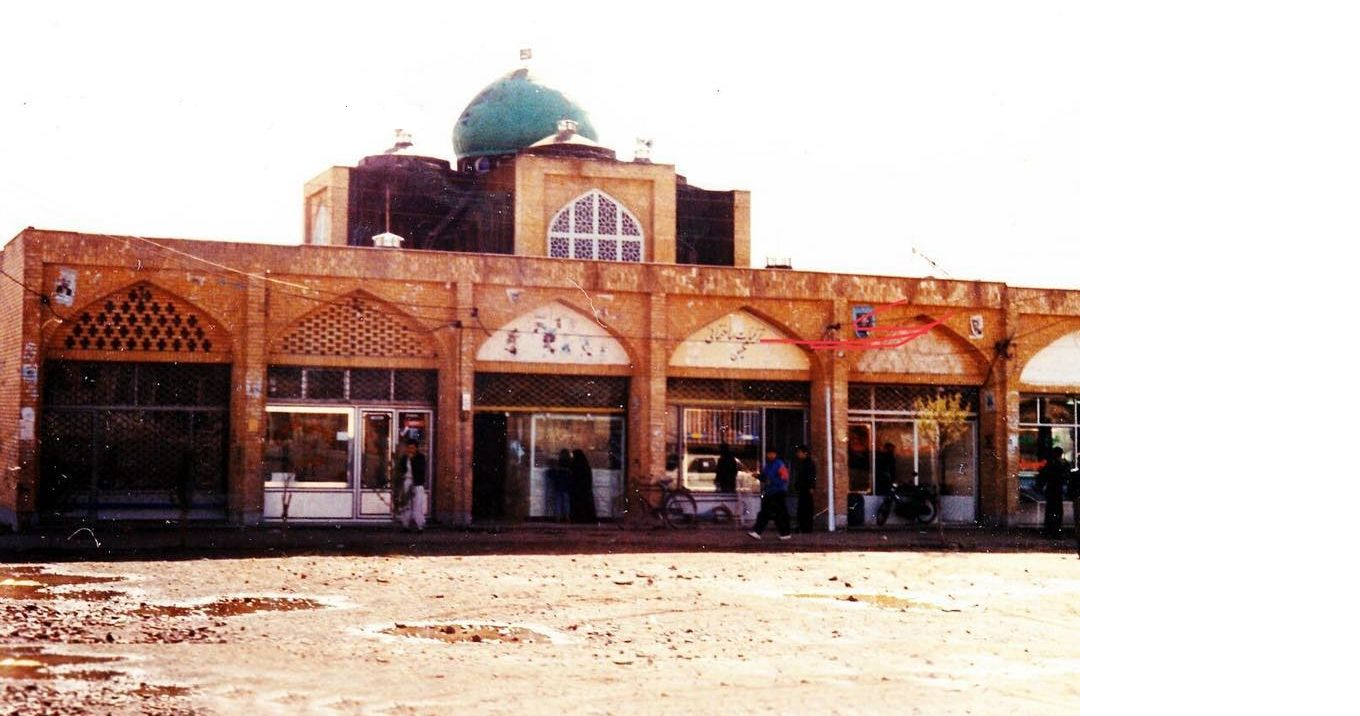
مسجدجامع و بازارچه درسال ۱۳۷۳